# 羊たちの沈黙
『羊たちの沈黙』（ひつじたちのちんもく、原題: The Silence of the Lambs）は、アメリカの小説家トマス・ハリスによる1988年の小説。ハンニバル・レクターシリーズの2作目。若きFBI訓練生が収監中の凶悪犯の助言を受けながら猟奇殺人事件の捜査を行うサイコ・スリラー。
本作は1981年の小説『レッド・ドラゴン』の続編として執筆された。前作では脇役であった凶悪な猟奇殺人鬼ハンニバル・レクター博士を主要人物に据えて、新たな登場人物クラリス・スターリングが、バッファロー・ビルと呼ばれる猟奇殺人鬼と対決する活躍を描いている。
1990年にジョナサン・デミ監督によって映画化され、アカデミー賞主要5部門を受賞するなど、高い評価を受けた（詳細は羊たちの沈黙 (映画)）。特にアンソニー・ホプキンス演じるレクター博士はシリーズの顔となった。

## プロット
前作から5年後の1984年。連邦捜査局（FBI）の若き研修生クラリス・スターリングは、プロファイリングを扱う行動科学課の課長であり、敬愛するジャック・クロフォード上級捜査官に呼び出される。クロフォードはクラリスに、ボルチモア精神異常犯罪者州立病院に収監中の凶悪な猟奇殺人鬼、通称「人食いハンニバル」ことハンニバル・レクター博士にアンケートを行う仕事を依頼する。レクターは精神異常者であると同時に、極めて優秀な法医学精神科医でもあった。
クロフォードの本当の狙いは、現在世間を騒がしている連続猟奇殺人鬼「バッファロー・ビル」の捜査の一環として、レクターの助力を得るというものであった。バッファロー・ビルはふくよかな女性を誘拐すると最大2週間ほど絶食させて監禁し、その後に殺して皮を剥ぐという異常者であり、遺体は川に棄てられていた。
クラリスの接触を受けたレクターは、クロフォードの意図に気付いたこともあり、のらりくらりと躱して彼女の質問に答えようとしない。ところが隣の房の囚人がクラリスの顔に精液を投げ付けたことに激怒し、詫びとしてバッファロー・ビルの次の犠牲者が頭皮を剥がされるという予言と、自身の患者で最後に殺した被害者でもあるベンジャミン・ラスペイルという男の車を調べるように言う。クラリスはラスペイルの車を見つけ出すが、その中には瓶詰めされた男性の頭部が入っていた。レクターはその首はラスペイルの恋人クラウスのものと指摘する。以降、クラリスとレクターは定期的に交友するようになり、レクターは捜査への助言を与える代わりに、クラリスの精神分析を行うようになる。
一方、ボルチモア州立病院の院長で、レクターにライバル心を抱くフレデリック・チルトン博士は、クラリスとレクターの接触に興味を抱き、2人を出し抜いて自身の功績にしようと企てる。またレクターが本気でクラリスに情を抱いていると気づくと、彼女に性的なアプローチを行うなど、2人の障害となる。
間もなくして6人目の犠牲者がウェストバージニア州で発見され、その遺体はレクターの予言通り頭皮が剥がされていた。また、検死に参加したクラリスは、被害者の喉奥から蛾の蛹を発見する。それはアメリカにはいない特殊な種で、特別な飼育環境が必要なものであった。さらにクラリスは、クラウスの頭部からも同じ蛹を見つけ、レクターがバッファロー・ビルの正体を知っていると推測する。また、クラリスはクロフォードになぜ事情を知らせずに自分をレクターの元へ派遣したのかと尋ねる。クロフォードは真の目的を知っていれば、必ずレクターは勘付き、計画は失敗しただろうと答える。
テネシー州でルース・マーティン上院議員の娘キャサリンが誘拐される事件が発生する。犯行状況から犯人はバッファロー・ビルと疑われた。クロフォードの見立てでは殺されるまでの猶予はあと3日である。有力上院議員の娘ということもあり、連邦政府も動き出し、犯人を知っていると思われるレクターに捜査協力の見返りを与えることが決定される。そのことをクラリスはレクターに伝えに行くが、あまりの好条件に彼は信じないものの、嘘をつかれているとも考えず、新たなヒントを与える。それはバッファロー・ビルはトランス・ジェンダーというものであった。
クラリスが帰った後、レクターはラスペイルを殺した時のことを回想する。ラスペイルの診断中、彼は元恋人ジェイムズ・ガムに嫉妬から恋人のクラウスを殺された上に、ガムはその皮を剥いでエプロンを作り、自分に見せてきたと告白する。また、ラスペイルはガムが蛾の羽化に強い興味を抱いていたことも話していた。バッファロー・ビルの異常行動は変身願望に基づくものであり、女性の皮を身に纏うことで女性になろうとし、また蛾の蛹に執着するのも、その現れ（完全変態）であった。
クラリスとレクターの会話を盗聴していたチルトンは取引のことを知り、嘘だと知りながらも、あえて取引のことをメディアに公表し、自分がこの計画の立案者だと名乗り出て一躍有名人となる。レクターはマーティン上院議員に直接対面して犯人について話したいと申し出て、これは認められる。レクターは議員に対し、彼女を辱めるような指摘をしつつ、犯人はビリー・ルービンという名のナイフ職人だと嘘をつく。クラリスは再度、移送直前のレクターとの接触を試み、彼の精神分析を受ける。彼女は孤児で幼少時は叔父の家に預けられていたが、ある時、明け方の牧場で屠殺待ちの羊たちが悲鳴のような声を聞き、思わず子羊を1匹連れて逃げ出したことがあった。結局、保安官に捕まり、連れ出した羊も屠殺され、この件で施設に送られることにあったのだが、その際の子羊の悲鳴がトラウマになっていること、FBI捜査官になって事件を解決すれば悲鳴が止むと考えてこの道を選んだことを明かす。レクターは正直に話した彼女に感謝し、最後のヒントを与える。その後、レクターはチルトンから盗んだ彼のペンを使って手錠を外し、警備員を殺して逃亡に成功する。
翌日、クロフォードとクラリスは司法長官事務所からレクターの逃亡について叱責を受け、最悪は懲戒免職もあるとしてこれ以上の捜査を禁じられる。しかし、クラリスはこの命令を無視して捜査を続け、犯人は最初の被害者と面識のある人物だと推測する。この推理は当たり、彼女は洋裁師で革職人であるジェイムズ・ガムの家にたどり着く。例の蛾を発見し、ガムが犯人だと確信するが、追い詰められた彼は真っ暗な地下室へと逃げ込む。もし、応援を呼べば人質は殺されると判断したクラリスは単身で地下室へ乗り込み、長い攻防戦の末に彼を射殺する。地下の空井戸に閉じ込められていたキャサリンは無事に救出された。
エピローグで南アメリカへ高飛びをしようとしているレクターが描かれる。彼は何通か手紙を書き、チルトンには報復と拷問を予告する。一方、クラリスには事件解決を祝福するものを書くが、FBIを続ける限り、羊たちの沈黙はいつまでも続かないだろうと警告する。物語は最後に、静寂な子羊たちの中で安眠するクラリスを描写して終わる。

## 執筆背景
トマス・ハリスは1981年の『レッド・ドラゴン』の後、次回作の構想を練る中で、同作では脇役であったが異様な存在感があったハンニバル・レクターに着目し、彼を主要人物とする続編を書くことを決めた。 

## 評価
本作は大ヒットした。小説家デヴィッド・フォスター・ウォレスはポモナ大学で教鞭を取っていた時代に本作を教材として扱い、前作『レッド・ドラゴン』と共にお気に入りの10作に入れていた。
推理作家のジョン・ダニングは「ここ5年で読んだスリラー小説の中で、間違いなく最高の作品」と評している。
一方で、バッファロー・ビルの描写を理由にトランスフォビアや同性愛嫌悪だと批判する意見もあった。このために映画版は公開時に抗議活動も展開された。
例えばフェミニスト作家のジュリア・セラノはハリスがバッファロー・ビルを正確な性転換者ではないとしつつも、性転換自体を精神病として扱っているとして批判した。

## 翻案作品
- 『羊たちの沈黙』（The Silence of the Lambs） - 1990年の映画。アカデミー賞主要5部門を受賞し、シリーズを著名なものとする。

## 日本語版
| 出版年 | タイトル             | 出版社 | 文庫名   | 訳者   | ISBNコード                          | 備考 |
| ------ | -------------------- | ------ | -------- | ------ | ----------------------------------- | ---- |
| 1989年 | 羊たちの沈黙         | 新潮社 | 新潮文庫 | 菊池光 | 4-10-216702-1                       |      |
| 2012年 | 羊たちの沈黙（上下） | 新潮社 | 新潮文庫 | 高見浩 | 978-4-10-216708-3 978-4-10-216709-0 |      |